# 둥단역
둥단역(東單站, 중국어: 东单站, 동단참)은 베이징 지하철 1호선과 베이징 지하철 5호선의 환승역이다. 1999년 9월 28일 1호선 톈안먼시 ~ 스후이둥 구간의 연장 개통으로 영업을 시작하였고, 2007년 10월 7일 5호선이 개통하면서 환승역이 되었다.

## 위치
이 역은 둥단(东单)로, 즉 둥창안가(东长安街)-젠궈먼 내대가(建国门内大街)(동서방향)와 둥단 북대가(东单北大街)-충원먼 내대가(崇文门内大街)(남북방향)의 교차로에 위치하고 있다. 5호선 역은 사거리 지하 동쪽에 위치하고 있으며 남북방향으로 배치되어 있다. 1호선 역은 5호선 역 동쪽에 위치하고 있으며, 젠궈먼 내대가 지하를 따라 동서로 배치되어 있으며, 양 노선역은 T자 형태로 배치되어 있다.

## 역 구조
두 노선 모두 지하역으로, 지하1층은 대합실, 지하2층은 승강장으로 모두 섬식 승강장으로 설계되어 있으며, 5호선 역은 1호선 왕푸징～둥단 구간 위쪽에 있다. 5호선 역은 총 204m, 역의 양끝은 개방형 프레임 구조이며, 역 중앙은 단일 아치 터널 구조로, 두께 0.5m가량의 간격을 두고 1호선 구간 터널 위에 위치해 있다.
5호선 역 분리식 대합실의 경우 환승통로 2개를 만들어 1호선 대합실의 남북 양쪽과 연결되어 1호선과 5호선 사이에서 환승이 가능하다.

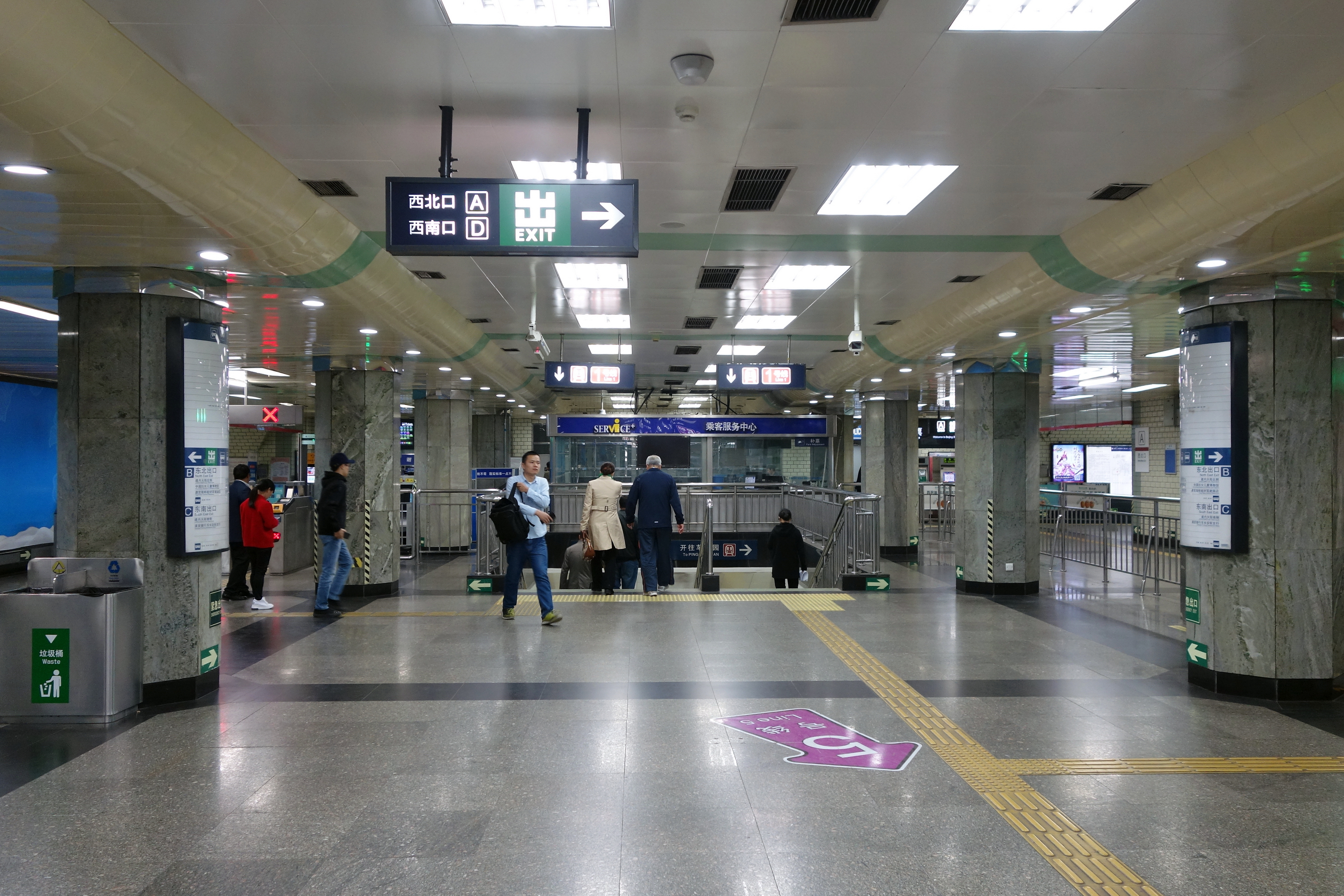
둥단역 1호선 대합실
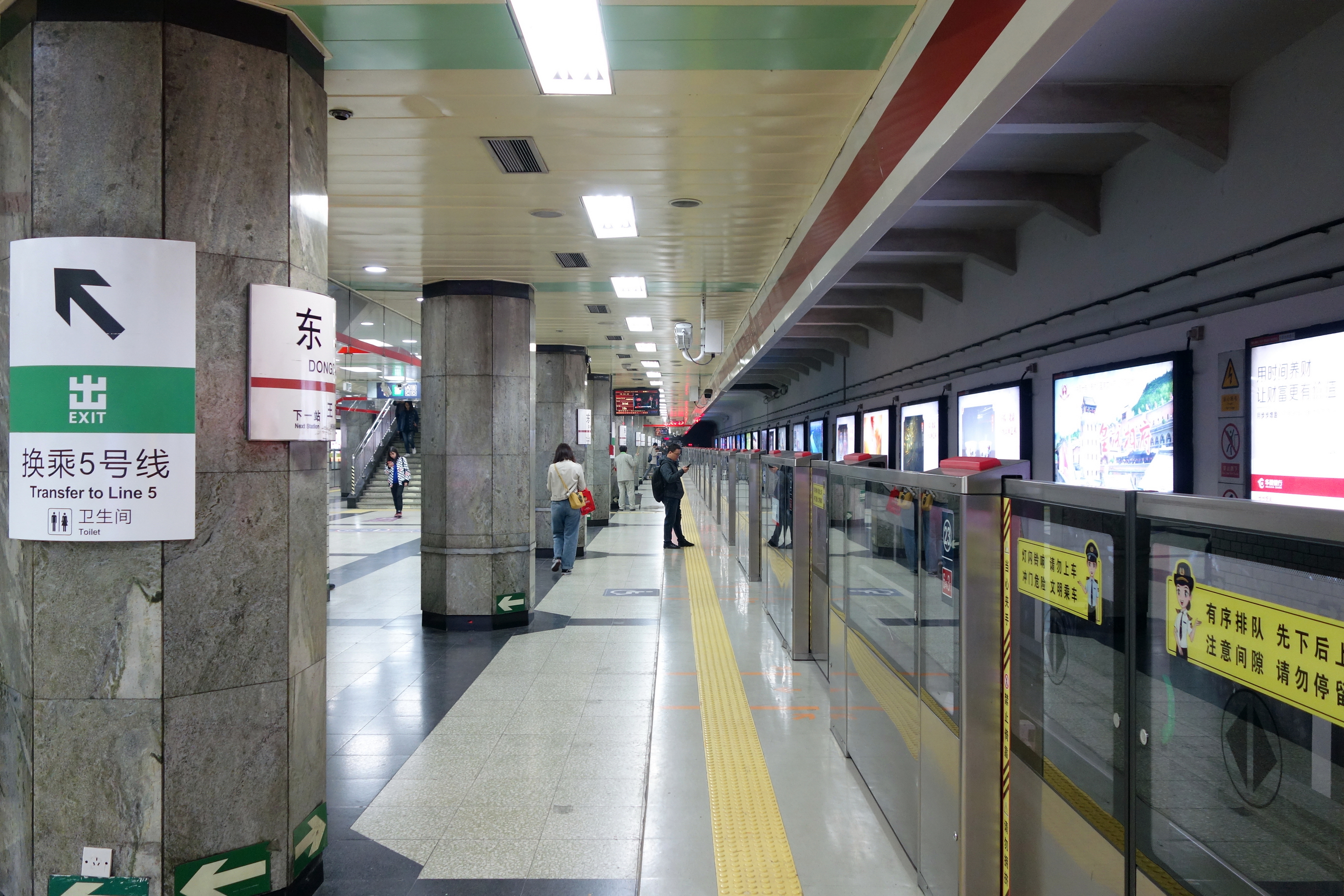
둥단역 1호선 승강장
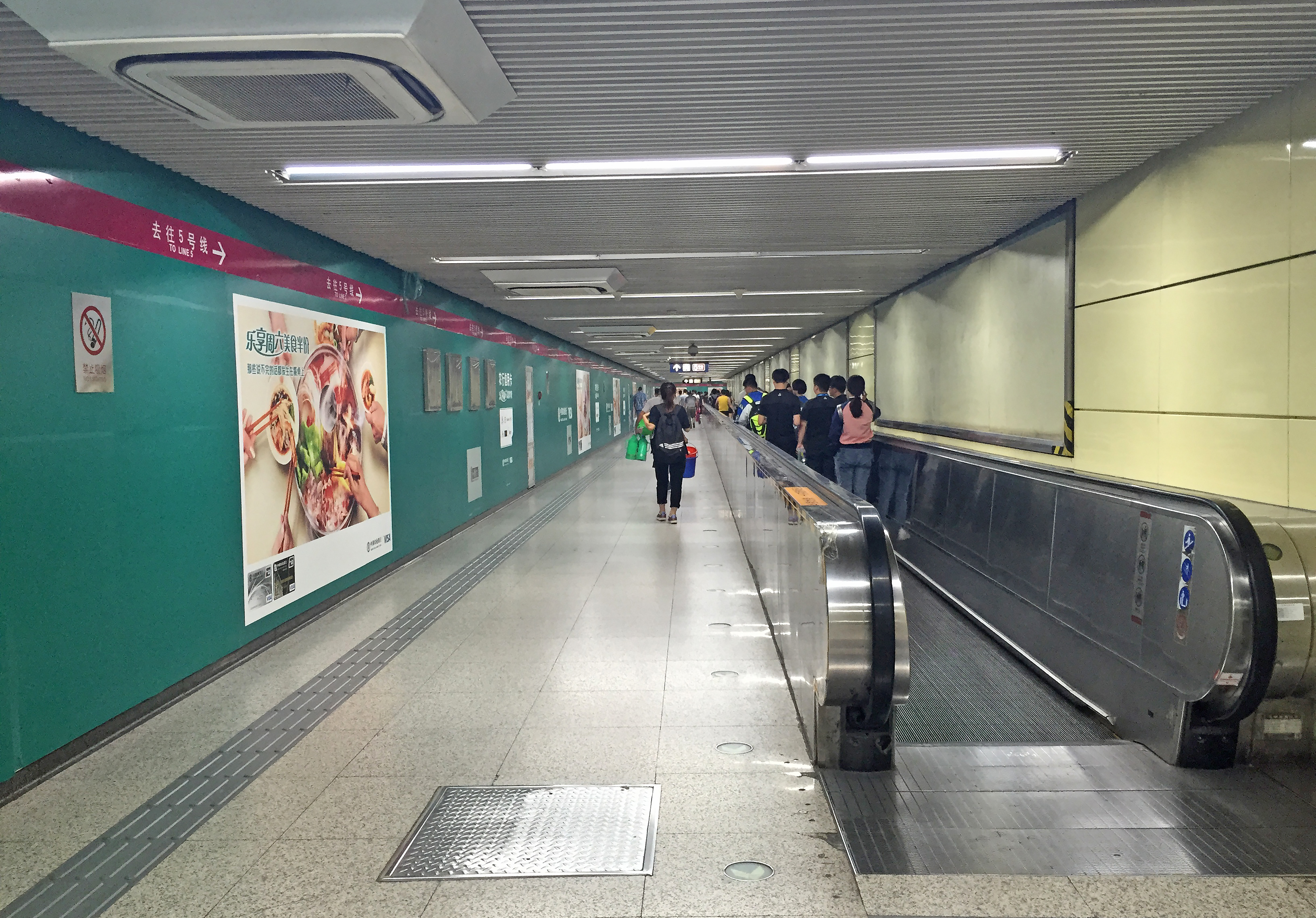
환승 통로
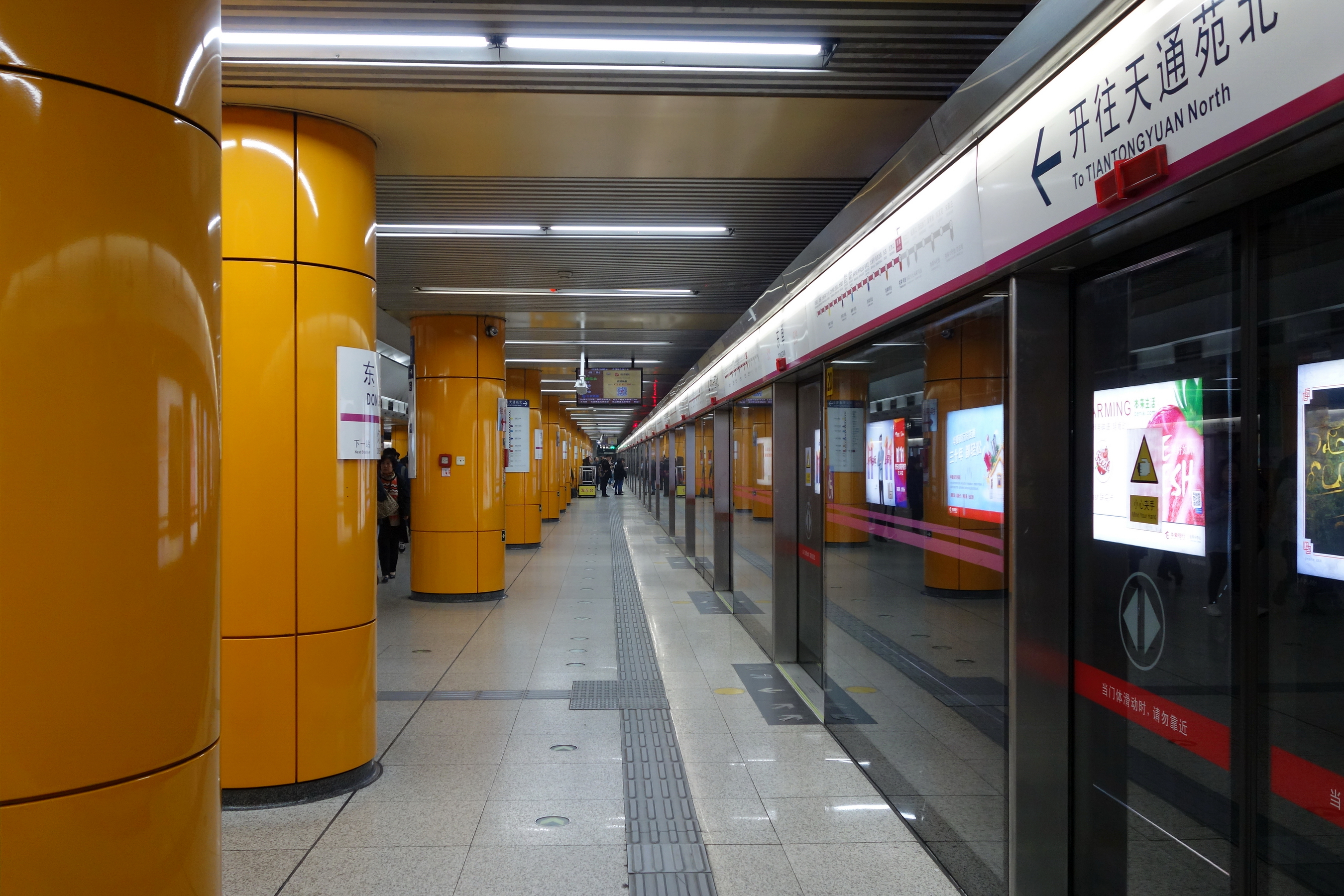
둥단역 5호선 승강장

| 지면     | 출구                                 | A–H출구                         |
| 지하 1층 | 5호선 대합실                         |                                 |
| 지하 1층 | 환승통로                             | 1호선, 5호선 환승통로           |
| 지하 2층 | 환승통로                             | 1호선, 5호선 환승통로           |
| 지하 2층 | 1호선 대합실                         |                                 |
| 지하 2층 | ← ■ 5호선 톈퉁위안 북 방면(덩시커우) |                                 |
| 지하 2층 | 섬식 승강장, 왼쪽 출입문이 열림      |                                 |
| 지하 2층 | → ■ 5호선 쑹자좡 방면(충원먼)        |                                 |
| 지하 3층 |                                      | ← ■ 1호선 핑궈위안 방면(왕푸징) |
| 지하 3층 | 섬식 승강장, 왼쪽 출입문이 열림      |                                 |
| 지하 3층 | → ■ 1호선 쓰후이둥 방면(젠궈먼)      |                                 |

- 둥단역 1호선 대합실
- 둥단역 1호선 승강장
- 환승 통로
- 둥단역 5호선 승강장

## 출구
둥단역 1호선은 4개의 출구가 있으며(서북(A), 동북(B), 동남(C), 서남(D)), 모두 둥단로(东单路) 동쪽 젠궈먼내대가 남북 양쪽에 위치한다. 5호선 4개의 출구가 있으며(서북(E), 동북(F), 동남(G), 서남(H)), 둥단로 네 모퉁이에 위치하고 있다. 5호선 개통후 출구가 기존방식과 다르게 출구번호가 매겨져, 9년 가까이 모호한 출구번호 문제로 승객에 혼란을 야기했으며, 이 문제는 2016년 10월에 해결되었다.
| 출구                                 | 출구인근 |
| ------------------------------------ | --- |
| 出口 · A                             | 젠궈먼 내대가(북측), 중국농업은행 본점, 베이징 셰허 병원, 둥팡 광장                                                     |
| 出口 · B                             | 젠궈먼 내대가(북측), 중국 부녀아동박물관, 중국중방 그룹, 중화인민공화국 교통운수부(交通运输部), 화하은행(华夏银行) 본사 |
| 出口 · C                             | 젠궈먼 내대가(남측), 민생금융센터, 신원 빌딩(新闻大厦), 베이징 우정회사, 베이징 일보(北京日报) 본사                     |
| 出口 · D                             | 젠궈먼 내대가(남측), 베이징시 둥단 교육센터, 둥단 공원                                                                  |
| 出口 · E                             | 둥창안가(북측), 둥팡 광장、베이징 셰허 병원                                                                             |
| 出口 · F                             | 둥단 북대가(동측), 중팡 빌딩(中纺大厦), 베이징 국제호텔, 전국부련(全国妇联), 중국농업은행 본점, 중국 부녀아동박물관     |
| 出口 · G                             | 젠궈먼 내대가(남측), 신원 빌딩, 민생금융센터                                                                            |
| 出口 · H                             | 충웬먼 내대가(서측), 둥단 공원、둥단 교육센터, 중화인민공화국 상무부(商务部)                                            |
| 아이콘 설명: 경사로 \| 휠체어 리프트 | |

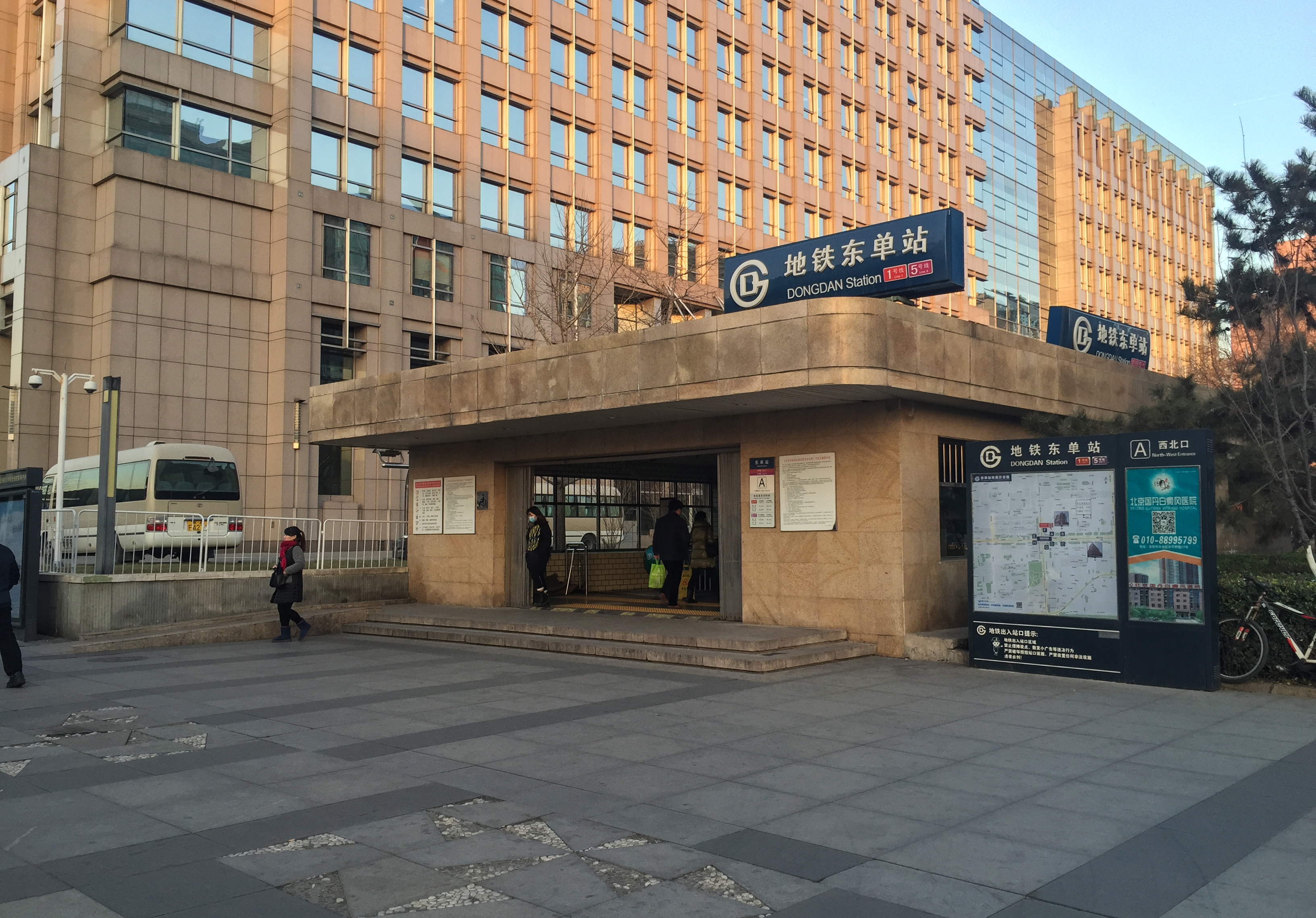
둥단역 A출구
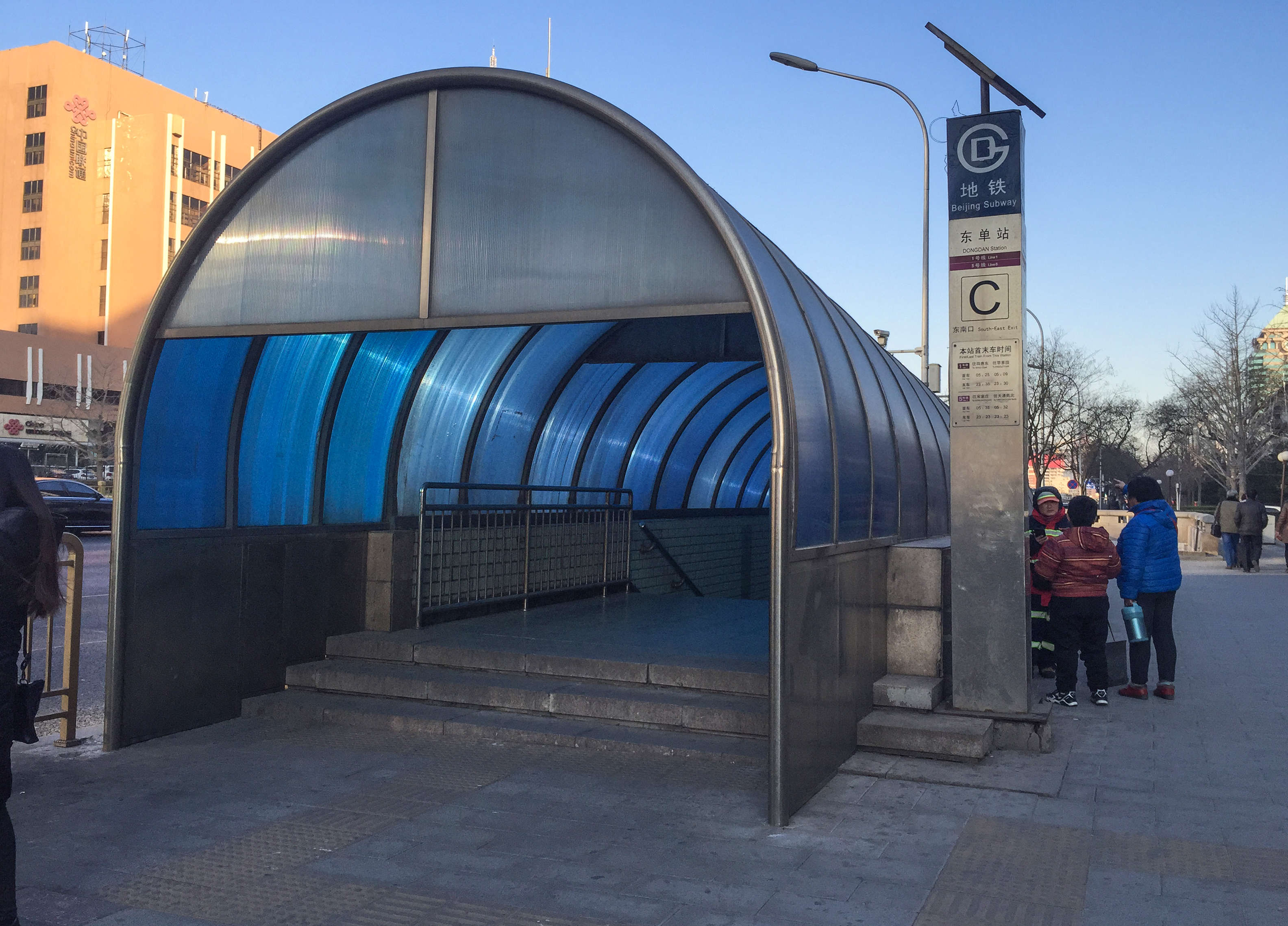
에스컬레이터가 없는 C출구
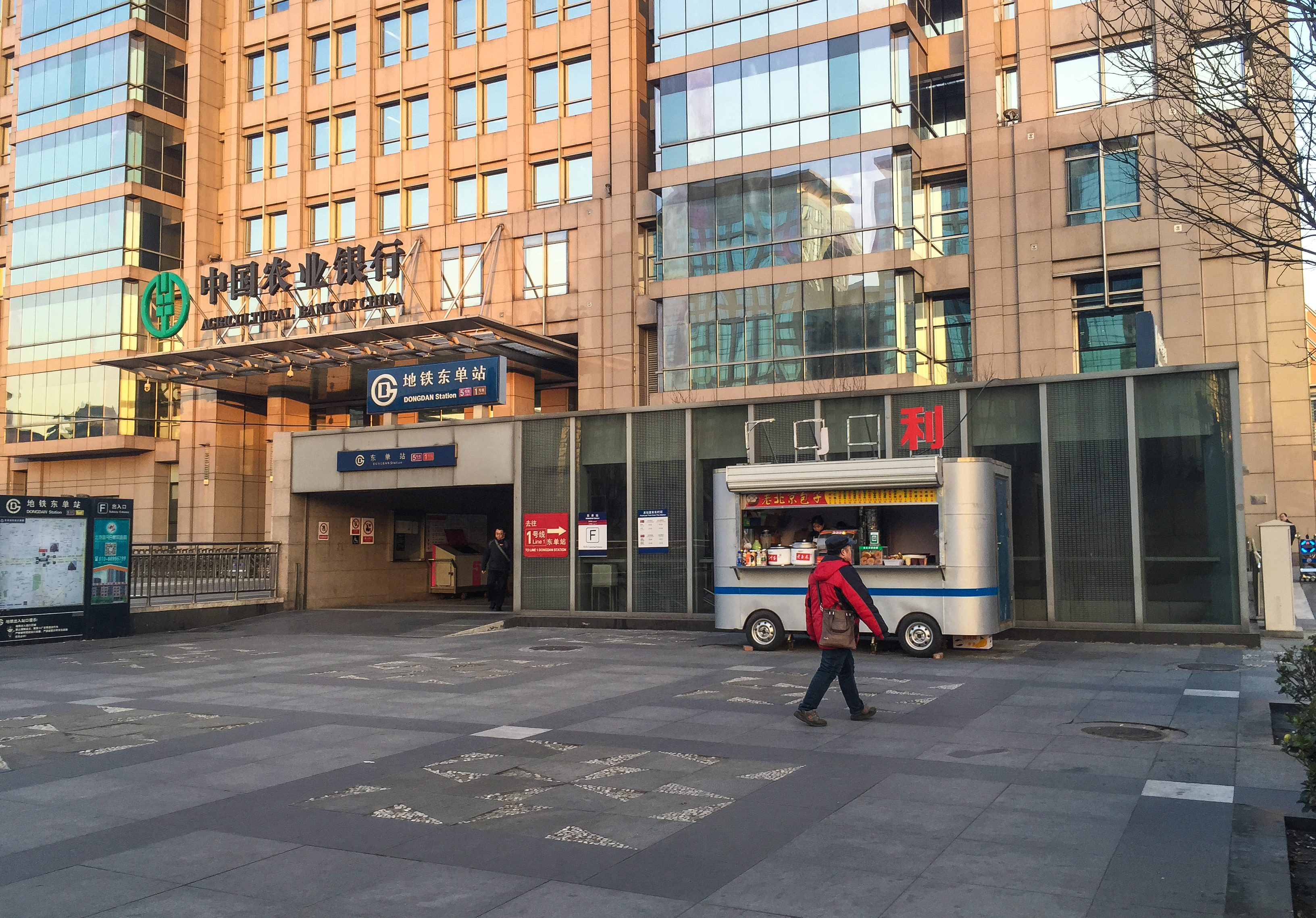
A출구 북쪽에 위치한 F출구
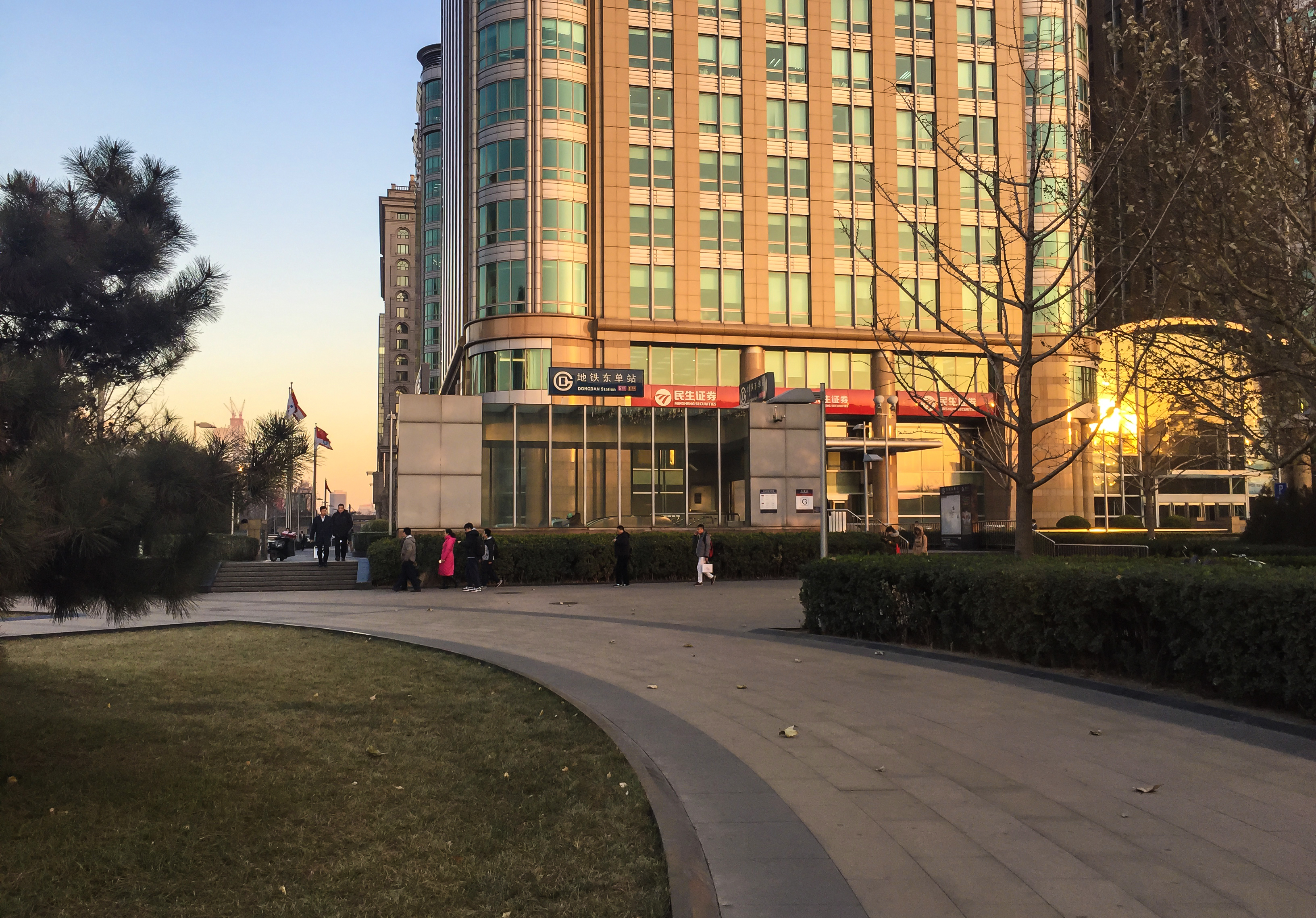
D출구 남쪽에 위치한 G출구

## 주해
1. ↑  2016년 10월전 5호선 A출구
2. ↑  2016년 10월전 5호선 B출구
3. ↑  2016년 10월전 5호선 C출구
4. ↑  2016년 10월전 5호선 D출구